# Bellflower, Illinois
Bellflower är en ort (village) i McLean County i Illinois. Vid 2010 års folkräkning hade Bellflower 357 invånare.